# Castillo de Calanda
El castillo de Calanda es una construcción del siglo XII que fue destruida en 1839 durante la I Guerra Carlista y de la que sólo quedan los restos. Situado junto al Templo del Pilar, está catalogado como Bien de Interés Cultural, habiendo sido recientemente sometido a una restauración.

## Descripción
El castillo es de origen árabe y fue ocupado en 1169 por Alfonso II, al igual que otras zonas como Aguaviva, Castellote y Cuevas de Cañart.
En un primer momento fue propiedad la familia Alagón hasta que Calanda fue intercambiada, durante el siglo XIII a la orden de Calatrava por terrenos situados en Valencia . Perteneció a la orden militar hasta el fin de los señoríos.
Durante las guerras carlistas sufrió grandes desperfectos, estando prácticamente en ruinas desde 1838.
En la actualidad aún puede observarse su planta alargada e irregular. Se accede mediante una rampa y el solar donde se encontraba está cerrado ya que se han realizado excavaciones arqueológicas presentando suelos, un aljibe para la recogida de agua, escaleras...
Pese a su lamentable estado de conservación está catalogado, de modo genérico como Bien de Interés Cultural, como ocurre con todos los castillo del país. Su declaración está recogida en la resolución del 17 de abril de 2006 y publicada en el Boletín Oficial de Aragón el 22 de mayo de 2006.